# Calvijnkerk
De Calvijnkerk is een gemeentelijk monument aan de Tromplaan 7 in Baarn in de provincie Utrecht.

## Omschrijving
De sober uitgevoerde kerk zonder toren heeft een symmetrische voorgevel. Aan weerszijden van de dubbele deur in de voorgevel is een horizontaal glas-in-loodvenster. Boven de toegangsdeuren zijn drie smalle vensters gemaakt. Aan de uiteinden van de voorgevel staan twee losstaande pijlers in de stijl van de Amsterdamse School. Het orgel werd in 1861 gebouwd door orgelbouwer Lodewijk Sjoerds Ypma. Het orgel uit de rooms-katholieke Onze-Lieve-Vrouw Visitatiekerk in Oosterblokker werd in 1925 overgeplaatst naar Baarn.
De Calvijnkerk is in gebruik bij de Hervormde wijkgemeente van bijzondere aard binnen de PKN. Deze gemeente is gelieerd aan de stroming van de Gereformeerde Bond.